# Adventures in Your Own Backyard
Adventures in Your Own Backyard — четвёртый студийный альбом канадского инди-рок-певца и автора песен Патрика Уотсона, изданный 16 апреля 2012 года на лейблах Secret City Records и Domino Recording Company. Альбом получил положительные отзывы музыкальной критики и интернет-изданий. 14 июня 2012 года альбом был включен в лонг-лист номинантов на премию Polaris Music Prize 2012 года.

## История
Adventures in Your Own Backyard был почти полностью записан в домашней студии по соседству с квартирой Уотсона в районе Плато в Монреале, Квебек. Место было выбрано по нескольким причинам: группа хотела вернуться в город после нескольких лет гастролей, они чувствовали, что смогут создать свою лучшую работу, избежав временных ограничений и стресса, связанных с записью в профессиональной студии, и это также позволяло Уотсону заботиться о своих двух маленьких детях в промежутках между сессиями записи. По словам барабанщика Робби Кастера, расслабленная и неформальная обстановка «действительно позволила [группе] погрузиться в сочинение и аранжировку» альбома.

## Отзывы
| Совокупная оценка      | Совокупная оценка |
| Источник               | Оценка            |
| ---------------------- | ----------------- |
| Metacritic             | 71/100            |
| Оценки критиков        |                   |
| Источник               | Оценка            |
| Allmusic               | [ 7 ]             |
| Consequence of Sound   | [ 8 ]             |
| Edmonton Journal       | [ 9 ]             |
| The Gazette (Montreal) | [ 10 ]            |
| The Globe and Mail     | [ 11 ]            |
| The Grid               | 6/10              |
| The Guardian           | [ 13 ]            |
| La Presse              | [ 14 ]            |
| Now                    | [ 15 ]            |
| Toronto Star           | [ 16 ]            |

Альбом получил положительные отзывы музыкальной критики и интернет-изданий.
Оливье Робиллар Лаво из Voir назвал его «великолепным» и «успешным во всех отношениях», в то время как Бернар Перусс из The Gazette назвал его «еще одной преследующей, атмосферной жемчужиной, которая не основывает свой резонанс на поющих хуках» и «несколько тревожным, часто мечтательным, но никогда не предсказуемым и всегда вызывающим». Джиан Гомеши из шоу Q на CBC Radio One назвал его «действительно красивой записью» и предсказал, что он привлечет к группе большое внимание.
Однако Дэйв Симпсон из The Guardian дал альбому смешанную рецензию, назвав его «красивым материалом, с захватывающим производством, которое не вполне скрывает недостаток сильных песен» и сказав, что альбом «не наносит достаточно убийственных ударов». Это мнение поддержал Крис Билтон из The Grid, который сказал, что хотя альбом содержит «достойные звуковые приключения», немногие из них «достаточно запоминаются, чтобы застрять в вашей голове».
14 июня 2012 года альбом был включен в лонг-лист номинантов на премию Polaris Music Prize 2012 года.

## Список композиций
1. «Lighthouse» — 4:46
2. «Blackwind» — 3:54
3. «Step Out for a While» — 4:03
4. «The Quiet Crowd» — 3:56
5. «Into Giants» — 4:28
6. «Morning Sheets» — 3:24
7. «Words in the Fire» — 3:53
8. «The Things You Do» — 3:58
9. «Strange Crooked Road» — 3:43
10. «Noisy Sunday» — 4:01
11. «Adventures in Your Own Backyard» — 4:51
12. «Swimming Pools» — 2:54

iTunes Store бонусный трек
1. «The Things We Do» — 4:44